# Tournoi d'Amérique du Nord, centrale et Caraïbe de football des moins de 17 ans 2003
 (septembre 2018).
Si vous disposez d'ouvrages ou d'articles de référence ou si vous connaissez des sites web de qualité traitant du thème abordé ici, merci de compléter l'article en donnant les références utiles à sa vérifiabilité et en les liant à la section « Notes et références ».
Navigation
Honduras/USA 2001 Costa Rica/Mexique 2005
Le Tournoi d'Amérique du Nord, centrale et Caraïbe de football des moins de 17 ans 2003 est la onzième édition du Championnat d'Amérique du Nord, centrale et Caraïbe de football des moins de 17 ans, qui se déroule au Canada et au Guatemala, du 3 au .

## Groupe A

### Classement
| Rang | Équipe     | Pts | J | G | N | P | Bp | Bc | Diff |
| ---- | ---------- | --- | - | - | - | - | -- | -- | ---- |
| 1    | États-Unis | 7   | 3 | 2 | 1 | 0 | 7  | 1  | +6   |
| 2    | Jamaïque   | 4   | 3 | 1 | 1 | 1 | 4  | 6  | -2   |
| 3    | Salvador   | 3   | 3 | 0 | 3 | 0 | 4  | 4  | 0    |
| 4    | Guatemala  | 1   | 3 | 0 | 1 | 2 | 4  | 8  | -4   |

### Matchs
| 05-03-2003 | Jamaïque | 0 - 3 | États-Unis | Guatemala City |  |
|            |          |       |            |                |  |

| 05-03-2003 | Guatemala | 2 - 2 | Salvador | Guatemala City |  |
|            |           |       |          |                |  |

| 07-03-2003 | Salvador | 1 - 1 | États-Unis | Guatemala City |  |
|            |          |       |            |                |  |

| 07-03-2003 | Guatemala | 2 - 3 | Jamaïque | Guatemala City |  |
|            |           |       |          |                |  |

| 09-03-2003 | Salvador | 1 - 1 | Jamaïque | Guatemala City |  |
|            |          |       |          |                |  |

| 09-03-2003 | Guatemala | 0 - 3 | États-Unis | Guatemala City |  |
|            |           |       |            |                |  |

## Groupe B

### Classement
| Rang | Équipe     | Pts | J | G | N | P | Bp | Bc | Diff |
| ---- | ---------- | --- | - | - | - | - | -- | -- | ---- |
| 1    | Costa Rica | 6   | 3 | 2 | 0 | 1 | 7  | 3  | +4   |
| 2    | Mexique    | 6   | 3 | 2 | 0 | 1 | 6  | 4  | +2   |
| 3    | Canada     | 6   | 3 | 2 | 0 | 1 | 4  | 3  | +1   |
| 4    | Cuba       | 0   | 3 | 0 | 0 | 3 | 2  | 9  | -7   |

### Matchs
| 26-03-2003 | Costa Rica | 4 - 1 | Mexique | Victoria |  |
|            |            |       |         |          |  |

| 26-03-2003 | Canada | 3 - 1 | Cuba | Victoria |  |
|            |        |       |      |          |  |

| 28-03-2003 | Cuba | 0 - 3 | Mexique | Victoria |  |
|            |      |       |         |          |  |

| 28-03-2003 | Canada | 1 - 0 | Costa Rica | Victoria |  |
|            |        |       |            |          |  |

| 30-03-2003 | Costa Rica | 3 - 1 | Cuba | Victoria |  |
|            |            |       |      |          |  |

| 30-03-2003 | Canada | 0 - 2 | Mexique | Victoria |  |
|            |        |       |         |          |  |

## Barrages
Les deuxièmes de chaque groupe s'affrontent pour déterminer la troisième place qualificative pour la coupe du monde 2003.
| 13-04-2003 | Jamaïque | 0 - 2 | Mexique | Kingston |  |
|            |          |       |         |          |  |

| 26-04-2003 | Mexique | 5 - 0 | Jamaïque | Mexico |  |
|            |         |       |          |        |  |

## Les qualifiés pour la Coupe du monde
Il s'agit des trois pays qualifiés de la zone CONCACAF pour la Coupe du monde de football des moins de 17 ans 2003, en Finlande : 
- Costa Rica
- États-Unis
- Mexique